# 正法院 (豊島区)
正法院（しょうぼういん）は、東京都豊島区にある天台宗の寺院。

## 概要
730年（天平2年）、行基によって開山された。当院は、同年に創建された下谷神社の旧別当寺でもあった。元々は上野山（現上野恩賜公園）に位置していたが、江戸時代初期に寛永寺建設のため、下谷に移転した。
明治時代の神仏分離政策により、当院は下谷神社から切り離された。1905年（明治38年）に現在地に移転した。
当院の本堂の裏にある旧本堂は、寛永寺貫首（輪王寺宮）公現入道親王（後の北白川宮能久親王）の書院を下賜されたものである。
境内には、「石根権現」を祀る祠がある。この「石根権現」の神体は、縄文時代の磨製石器の一種の石棒で、縄文中期のものと推定されている。

## 墓所
- 板橋貫雄（画家）
- 猨山周暁（書家）

## 交通アクセス
- 西巣鴨駅より徒歩5分。